# Виктор Уембаняма
Виктор Уембаняма (на френски: Victor Wembanyama) е френски баскетболист играещ за Сан Антонио Спърс в НБА. Считан за един от най-големите таланти в световния баскетбол, Уембаняма е изтеглен под номер 1 в драфта на НБА през 2023 година от Сан Антонио Спърс. С височината си от 238 сантиметра той е най-високия активен играч в НБА.
Уембаняма започва кариерата си във френския Нантер 92 през 2019, като след това преминава в АСВЕЛ и Метрополитанс 92. Играе и за френския национален отбор, като при юношеските формации печели сребърен медал от световната купа през 2021 година.
Роден е на 4 януари 2004 в Ле Шене, Франция като баща му е бивш конгоански лекоатлет сътезавал се във висок скок, скок на дължина и троен скок. Майка му е баскетболен треньор и бивша баскетболистка. Баща му и баба му също са играли баскетбол. Виктор тренира футбол и джудо преди да се насочи към баскетбола.
Уембаняма е определян като най-перспективния играч в НБА след появата на Леброн Джеймс през 2003 година като стила на игра му е сравняван с Уилт Чембърлейн и Карийм Абдул-Джабар.